# Macizo de Beret
Macizo de Beret är ett berg i Spanien.   Det ligger i provinsen Província de Lleida och regionen Katalonien, i den nordöstra delen av landet, 500 km nordost om huvudstaden Madrid. Toppen på Macizo de Beret är 2 491 meter över havet. Macizo de Beret ingår i Pyrenéerna.
Terrängen runt Macizo de Beret är bergig åt nordost, men åt sydväst är den kuperad. Trakten runt Macizo de Beret är nära nog obefolkad, med mindre än två invånare per kvadratkilometer. Närmaste större samhälle är Vielha, 17,2 km väster om Macizo de Beret. Trakten runt Macizo de Beret består i huvudsak av gräsmarker.